# Abdestana
Abdest(h)ana (tur. ← perz. ābdest, āb: voda + dest: ruka ; + tur. han ← perz. hān, hāne: kuća) je mjesto obrednog pranja u džamiji. Predstavlja manju zatvorenu prostoriju za uzimanja abdesta. Dosta slična šedrvanu i javnog je obilježja. U abdesthani je šest do 8 česmi i kamenih (mramornih) nogostupa i rukohvata.